# جون جيتز
جون جيتز (بالإنجليزية: John Getz)‏ هو ممثل أمريكي، ولد في 15 أكتوبر 1946 بدافنبورت في الولايات المتحدة.

## أعمال

### أفلام
- (1986) الذبابة[4]
- (1989) ولد في الرابع من يوليو[5]
- (2007) زودياك[6][7]
- (2008) سوبر هيرو موف[8]
- (2012) مصعد
- (2013) جوبز
- (2015) الرجل المثالي[9]
- (2015) ترامبو[10]
- (2016) بعض النساء[11]

### مسلسلات
- عالم آخر
- كيف قابلت أمكما

## وصلات خارجية
- جون جيتز على موقع IMDb (الإنجليزية)
- جون جيتز على موقع إن إن دي بي (الإنجليزية)
- جون جيتز على موقع قاعدة بيانات الفيلم (الإنجليزية)